# Nationales Zentrum für Weltraumwissenschaften

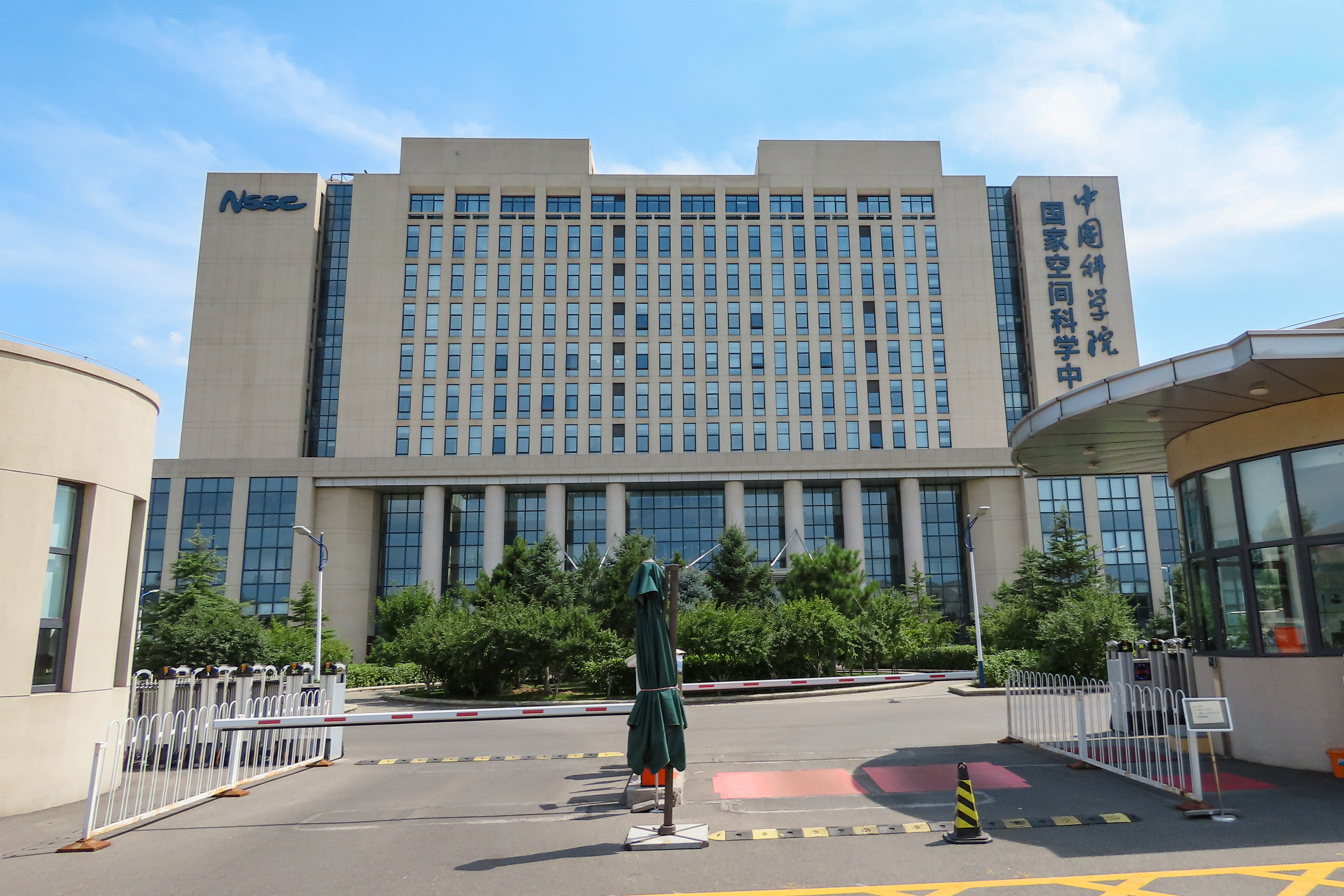
Campus Huairou

Das  Nationale Zentrum für Weltraumwissenschaften (chinesisch 中國科學院國家空間科學中心 / 中国科学院国家空间科学中心, Pinyin Zhōngguó Kēxuéyuàn Guójiā Kōngjiān Kēxué Zhōngxīn), wegen der englischen Bezeichnung National Space Science Center oft NSSC abgekürzt, ist eine Einrichtung der Chinesischen Akademie der Wissenschaften, die sich derzeit schwerpunktmäßig mit Weltraumwetter und der Entwicklung von elektronischen Komponenten für Raumflugkörper befasst. Die Hauptverwaltung befindet sich im Pekinger Hochtechnologiebezirk Zhongguancun, Zweite Südstr. 1, außerdem besitzt die Einrichtung noch einen Campus im nördlichen Außenbezirk Huairou.
Direktor des Zentrums ist seit dem 28. Dezember 2017 Wang Chi.

## Geschichte
Gegründet wurde das Zentrum für Weltraumwissenschaften bzw. seine Vorgängerorganisation im September 1958 im Zusammenhang mit dem damals noch geheimen Projekt zur Entwicklung eines chinesischen Satelliten, wegen des Projektbeginns im Januar jenes Jahres intern als „Projekt 581“ bezeichnet. Dementsprechend erhielt das Zentrum die offizielle Bezeichnung „Büro der Gruppe  581 der Chinesischen Akademie der Wissenschaften“ (中国科学院‘581’组办公室, Pinyin Zhōngguó Kēxuéyuàn 581 Zǔ Bàngōngshì), von den damals Beteiligten meist nur „Gruppe 581“ (‘581’组) genannt. Der erste Leiter des Büros war Qian Xuesen, seine beiden Stellvertreter waren Zhao Jiuzhang und der Geophysiker Wei Yiqing (卫一清, 1915–1988). Vom Staatsrat der Volksrepublik China, der vorgesetzten Behörde der Akademie, reichlich mit Geld ausgestattet, wurden zwischen Oktober und Dezember 1958 in einem Gebäude am Westgarten-Exerzierplatz 1a (auf halbem Weg zwischen der Universität Peking und den Sommerpalästen) im Pekinger Stadtbezirk Haidian folgende Arbeitsgruppen eingerichtet:
- Hauptverwaltung (总体组)
- Elektrodynamik (电学组)
- Weltraumstrahlung (空间光辐射组)
- Telemetrie (遥测组)
- Gehäusebau (结构组)
- Bahnverfolgungsradar (雷达定位组)
- Weltraumwetter-Simulation (环境模拟组)
- Hochatmosphäre (高空大气组)

Damit besaß man nun ein schon recht umfassendes Zentrum für Satellitenbau und Hochatmosphärenphysik.
Qian Xuesen hatte sich zwar schon seit den 1940er Jahren am Jet Propulsion Laboratory des California Institute of Technology mit Raketentechnik befasst, zuerst als Assistent von Theodore von Kármán, dann mit eigenem Lehrstuhl, aber bald stellte sich heraus, dass noch sehr viel Grundlagenforschung nötig war, um tatsächlich einen Satelliten ins All zu schicken. Am 21. Januar 1959 musste Zhang Jingfu, der Vizepräsident der Akademie der Wissenschaften, den Forschern mitteilen, Deng Xiaoping (damals Generalsekretär des Politbüros der KPCh) habe angeordnet, das Satellitenprojekt zunächst zurückzustellen, da es mit der Wirtschaftskraft des Landes nicht vereinbar wäre.
Die Gruppe 581 blieb jedoch bestehen und wurde Anfang Dezember 1959 als „Zweite Abteilung“ in das Institut für Geophysik der Akademie der Wissenschaften integriert. Nachdem Premierminister Zhou Enlai und Vizepremier Nie Rongzhen, der Vorsitzende der Kommission für Wissenschaft und Technik in der Landesverteidigung, während der ersten Sitzung der dritten Legislaturperiode des Nationalen Volkskongresses (21. Dezember 1964 – 4. Januar 1965) schriftliche Anträge von Zhao Jiuzhang und Qian Xuesen auf Wiederaufnahme des Satellitenprojekts genehmigt hatten, wanderten die mit dem unmittelbaren Satellitenbau befassten Teile der ehemaligen Gruppe 581 zum neugegründeten „Ingenieurbüro 651 der Chinesischen Akademie der Wissenschaften“ (中国科学院“651”设计院), das nach außen hin als „Ingenieurbüro für wissenschaftliche Instrumente der Chinesischen Akademie der Wissenschaften“ (中国科学院科学仪器设计院) firmierte und von Zhao Jiuzhang geleitet wurde. Intern war das Projektierungsinstitut 651 auch als „Ingenieurbüro für Satellitenbau der Chinesischen Akademie der Wissenschaften“ (中国科学院卫星设计院) bekannt, und unter diesem Namen wurde es am 20. Februar 1968 mit einer Reihe weiterer Institute und Fabriken zur Chinesischen Akademie für Weltraumtechnologie verschmolzen, wo es das Institut für Weltraumphysik und Messtechnik (空间物理及探测技术研究所) bildete. Im November 1978 kehrte das ehemalige Ingenieurbüro für Satellitenbau schließlich als „Institut für Weltraumphysik“ (空间物理研究所) zur Chinesischen Akademie der Wissenschaften zurück, wurde im August 1987 mit dem im November 1977 gegründeten „Zentrum für Weltraumwissenschaft und -technologie“ (空间科学技术中心) zum „Zentrum für Weltraumwissenschaften und angewandte Forschung“ (空间科学与应用研究中心) vereinigt.
Am 7. Juli 2011 wurde das Zentrum für Weltraumwissenschaften und angewandte Forschung in „Nationales Zentrum für Weltraumwissenschaften“ umbenannt.

## Nationales Schwerpunktlabor für Weltraumwetter
Das Zentrum für Weltraumwissenschaften hat seit 1987 im Prinzip zwei Aufgabengebiete:
- Entwicklung und Bau von Nutzlasten für Satelliten und Tiefraumsonden, eine Kompetenz, die das damalige Zentrum für Weltraumwissenschaft und -technologie eingebracht hatte.
- Durchführung von eigenen Forschungsprojekten in der Nachfolge des Instituts für Weltraumphysik.

Durch die zunehmende Verwendung von Elektronik im Alltag und die Abhängigkeit von Satellitenkommunikation sowohl im zivilen als auch im militärischen Sektor wurde in der zweiten Hälfte der 1990er Jahre die Forschung zum Weltraumwetter weltweit intensiviert. 1999 wurde schließlich am Zentrum für Weltraumwissenschaften und angewandte Forschung das „Schwerpunktlabor für Weltraumwetter“ (空间天气学院重点实验室) gegründet, mit dem Auftrag, nicht nur Grundlagenforschung zu betreiben, sondern Modelle zu entwickeln, mit denen magnetische Stürme und ähnliche, die irdische Infrastruktur schädigende Ereignisse vorhergesagt werden können. Neben der Nationalen Weltraumwetter-Beobachtungs- und Forschungsstation auf Hainan, ganz im Süden Chinas, wurden hierzu auch im damaligen Kreis Yanqing bei Peking sowie bei der Außenstelle Xinglong des Astronomischen Observatoriums Peking in Hebei Beobachtungsstationen eingerichtet. 2009 wurde das Schwerpunktlabor angesichts seiner gestiegenen Bedeutung zum „Nationalen Schwerpunktlabor für Weltraumwetter“ (空间天气学国家重点实验室) erhoben.
2017 verfügte das Schwerpunktlabor, das nicht nur im Rahmen der Akademie der Wissenschaften, sondern auch im Auftrag der Nationalen Behörde für Wissenschaft, Technik und Industrie in der Landesverteidigung forscht, über 4000 m² Bürofläche und besaß einen Großrechner mit einer Leistung von 100 TeraFLOPS. Das Labor hatte damals 82 Planstellen, die sich auf neun Arbeitsgruppen verteilten:
- Sonnenkorona
- Interplanetarer Raum
- Magnetosphäre
- Ionosphäre
- Hochatmosphäre
- Erdgestützte Beobachtung
- Luft- und weltraumgestützte Beobachtung
- Vorhersagemodelle
- Erkundung des Sonnensystems[6]

## Schwerpunktlabor für Elektronik und Informationstechnik komplexer Raumfahrtsysteme
Im Oktober 2011 wurde am Nationalen Zentrum für Weltraumwissenschaften ein „Labor für unterstützende Technologie bei der weltraumwissenschaftlichen Erkundung von All und Erde“ (空间科学探测天地支持技术实验室) eingerichtet, dessen Name im Juli 2012 zu „Integriertes Labor für Elektronik und Informationstechnik komplexer Raumfahrtsysteme“ (复杂航天系统综合电子与信息技术实验室) geändert wurde. Nach einer am 26. September 2012 durchgeführten Inspektion genehmigte die Akademie der Wissenschaften am 26. April 2013 die Hochstufung der Einrichtung zum „Schwerpunktlabor für Elektronik und Informationstechnik komplexer Raumfahrtsysteme“ (复杂航天系统电子信息技术重点实验室), wegen der englischen Bezeichnung Key Laboratory of Electronics and Information Technology for Space Systems im Ausland als „SEIT“ bekannt.
Die Aufgabe des Labors ist die Entwicklung von Datenverarbeitungsgeräten, die auf Raumflugkörpern mitgeführt werden können, die Simulation komplexer Systeme und die Entwicklung von verteilten Bordsystemen. Hierbei wird vor allem Grundlagenforschung betrieben, aber immer mit Blick auf die strategischen Bedürfnisse des Landes in Bezug auf Weltraumwissenschaften, Erdbeobachtung und Tiefraumerkundung.
In dem am 11. Januar 2016 gestarteten Marsprogramm der Volksrepublik China war festgelegt, dass um 2020 eine kombinierte Mission mit Orbiter, Lander und Rover zum Mars starten und der Orbiter mit dem Rover gemeinsam Erkundungen durchführen sollte. Daraufhin reifte in dem Drohnen- und Fernerkundungsspezialisten Bian Chunjiang (卞春江, * 1978), der 2016 zum Wissenschaftsrat im Rang eines Professors und stellvertretenden Leiter des Schwerpunktlabors für Elektronik und Informationstechnik ernannt worden war, der Gedanke, eine Drohne mit einem Gerät zur multispektralen Bildgebung einzusetzen, die als Kundschafter für den Rover fungieren sollte.
Damit war er nicht allein. Das Qian-Xuesen-Labor für Weltraumtechnologie, die Denkfabrik der Chinesischen Akademie für Weltraumtechnologie (CAST), hatte für die Marsmission 2020 ein später verworfenes Konzept entwickelt, bei dem der Rover von einem in einer Höhe von 1–5 km schwebenden Luftschiff unterstützt werden sollte.
Außerdem arbeitete man an mehreren Universitäten an Konzepten für Marsdrohnen, wobei die Helikopterdrohne der Polytechnischen Universität Harbin am weitesten vorangeschritten war.
Bian Chunjiang und seine Mitarbeiter legten zunächst die Anforderungen an das Fluggerät fest: es sollte einen hohen dynamischen Auftrieb besitzen, ein geringes Eigengewicht sowie aus Transportgründen einen kompakten Aufbau. Eine Drohne mit starren Flügeln wurde wegen der Schwierigkeit, sie ohne Startbahn zu starten verworfen (während die damalige Hauptentwicklungsabteilung von CAST in einem Kooperationsprojekt mit der Universität für Luft- und Raumfahrt Peking das Problem dadurch zu umgehen versuchte, dass die Drohne senkrecht starten und erst dann ihre Flügel ausklappen sollte). Bei der Helikopterlösung gab es drei Möglichkeiten: eine Kleinversion eines traditionellen Hubschraubers mit einem den Auftrieb erzeugenden Hauptrotor und einem Heckrotor zum Giermomentausgleich. Um einen adäquaten Auftrieb zu erzeugen, musste der Hauptrotor jedoch einen relativ großen Durchmesser besitzen. Da ein derartiger Hubschrauber durch das nach hinten herausragende Heck auch nicht genügend kompakt war, um mit einer Raumsonde transportiert zu werden, wurde dieser Ansatz verworfen. Eine Alternative wäre ein Multicopter mit vier oder mehr Rotoren gewesen. Aber auch dieses Konzept wurde wegen des dann resultierenden großen Volumens der Drohne verworfen. Am erfolgversprechendsten war eine Drohne mit Koaxialrotor wie ihn auch der russische Hubschrauberhersteller Kamow verwendet. Dieses Prinzip ermöglicht bei  geringen Konturmaßen eine maximale Rotorfläche, was in der dünnen Luft des Mars unerlässlich ist.
Während die erste Version des ebenfalls mit einem Koaxialrotor arbeitenden Harbin-Helikopters noch Kufen wie ein richtiger Hubschrauber besaß, entschieden sich Bian Chunliang und seine Kollegen für ein Konzept mit vier einzelnen Beinen. Dies war die gewichtssparendste Lösung, die Beine konnten für den Transport am „Hüftgelenk“ angeklappt werden, und vier Beine ermöglichten eine sichere Landung. Mittlerweile hat man in Harbin ebenfalls auf eine vierbeinige Konstruktion umgestellt.
Als schließlich ein überzeugendes Konzept ausgearbeitet war, stellte Bian Chunjiang im März 2019 bei der Kommission für Wissenschaft und Technik der Stadt Peking (北京市科学技术委员会) einen Förderantrag für ein sogenanntes „Anzuchtprojekt“ (培育项目). Drei Monate später, im Juni 2019, wurde der Antrag genehmigt. Der offizielle Name des Projekts lautete „Entwicklung von Schlüsseltechnologien für eine spektrographische Erkundung des Mars mittels eines dicht über der Oberfläche patrouillierenden Flugkörpers“ (火星地表巡飞光谱探测关键技术研究). Am 20. August 2021 wurde ein erster Prototyp der Drohne vorgestellt.
Einschließlich der Instrumente wog das Gerät 2,1 kg, der doppelte Rotor besaß einen Durchmesser von 1,4 m. Auf den ersten Blick ähnelte die Drohne der amerikanischen Marsdrohne Ingenuity, anders als diese wurde sie aber nicht mit Solarenergie betrieben, sondern ihre Akkumulatoren sollten vom Rover aus drahtlos aufgeladen werden. Eine Akkumulatorladung reichte für einen dreiminütigen Flug, wobei die Drohne in einer Minute etwa 300 m zurücklegen konnte. Da sie nach Erledigung ihrer jeweiligen Aufgabe wieder zum Rover zurückfliegen musste, um die Akkumulatoren erneut zu laden, verlieh ihr das einen Aktionsradius von etwas über 400 m. Diese Grenze war durch das Gewicht der Akkumulatoren und die Anforderungen der Temperaturregelung bedingt.
Die wissenschaftliche Nutzlast der Drohne war relativ anspruchsvoll. Es handelte sich um ein kleines bildgebendes Spektrometer, mit dem die Drohne zum einen aus einer Höhe von 5 bis 10 m entlang des vorgesehenen Wegs des Rovers detaillierte Aufnahmen der Marsoberfläche machen sollte, um Felsbrocken, die aus dem Orbit nicht zu erkennen, aber doch groß genug wären, um den Rover zu einem Ausweichmanöver zu zwingen, frühzeitig zu lokalisieren und so eine effizientere Routenplanung zu ermöglichen. Außerdem sollte mit dem Spektrometer in einem großen Areal nach Wassereis, kohlenstoffhaltigen organischen Verbindungen sowie Nitriden gesucht werden. Diese Stellen könnte der Rover dann gezielt ansteuern.
Der im August 2021 vorgestellte Prototyp hatte sich bereits in einer Unterdruckkammer mit simulierter Marsatmosphäre und Seilzugunterstützung zur Simulation der geringeren Schwerkraft vom Boden erheben können. In der Volksrepublik China existierte damals jedoch noch keine Möglichkeit, eine derartige Drohne gleichzeitig auf niedrigen Druck und niedrige Temperatur zu testen, und vor allem war es nicht möglich, das Gerät bei böigen Winden und Staubstürmen längere Strecken zurücklegen zu lassen (der Marsrover Zhurong, bei dem der Luftdruck keine Rolle spielte, war seinerzeit bei Sandstürmen in den Wüsten Xinjiangs getestet worden). Nach der erfolgreichen Abnahme des Prototyps waren Bian Chunjiang und seine Kollegen im September 2021 damit beschäftigt, die Mittel für den Bau einer derartigen Prüfkammer zu organisieren. Um den Prototyp zu einer einsatzfähigen Drohne weiterzuentwickeln, die auf dem Mars mindestens ein Jahr operieren könnte (so lange ist für die Probenentnahme 2029/2030 angesetzt), wären 5 bis 6 Jahre nötig.
Das seit Juli 2019 von dem Informatiker Yang Zhen (杨震, * 1972) geleitete Schwerpunktlabor für Elektronik und Informationstechnik hat gut 210 Mitarbeiter, die sich neben der Hauptverwaltung auf acht einzelne Laboratorien verteilen:
- Laboratorium für weltraumbezogene Elektronik
- Laboratorium für intelligente Systeme im Weltall
- Laboratorium für Simulation und Begutachtung von Systemen
- Laboratorium für weltraumwissenschaftliche Messgeräte und Experimente
- Laboratorium für weltraumbezogene Spektrometrie
- Laboratorium für fortgeschrittene Messtechnik
- Laboratorium für Auswirkungen von Weltraumwetter
- Laboratorium für Integration von Nutzlasten[18]

Am 24. November 2015 wurde das Schwerpunktlabor für Elektronik und Informationstechnik komplexer Raumfahrtsysteme von der Akademie der Wissenschaften zum Schwerpunktlabor für Innovation in der Landesverteidigung (国防创新重点实验室) der Kategorie B ernannt und kann an entsprechenden Projekten teilnehmen.

## Wichtige Projekte des Zentrums für Weltraumwissenschaften
- Double Star[19]
- Meridian-Projekt[20][21][22]
- Mondprogramm der Volksrepublik China[23]
- Marsprogramm der Volksrepublik China[24][25]
- Shenzhou-Programm[26]
- Tianwen-4[27]